# Styrax odoratissimus
Styrax odoratissimus là một loài thực vật có hoa trong họ Bồ đề. Loài này được Champ. ex Benth. miêu tả khoa học đầu tiên năm 1852.